# Las Charcas
Las Charcas è un comune della Repubblica Dominicana di 10.136 abitanti, situato nella Provincia di Azua. Comprende, oltre al capoluogo, un distretto municipale: Palmar de Ocoa.